# 蒲田氏
蒲田氏（かまたし）は日本の氏族のひとつ。歴史上、江戸氏の支流とされる江戸蒲田氏と、陸奥石川氏の有力一門である石川蒲田氏が知られる。

## 江戸蒲田氏
江戸蒲田氏は、武蔵国を発祥とする武家。本姓は平氏。家系は鎮守府将軍・平良文の孫、平将恒を祖とする秩父氏の一門で、鎌倉幕府の有力御家人であった名門・武蔵江戸氏の支流の一族。通字は「重」。

### 草創期
家祖・蒲田忠武（四郎入道道儀）は、江戸氏12代江戸長門の次男・江戸正長（蔵人入道希全）の子で、南北朝時代に蒲田郷を領有して蒲田氏を興した。また、江戸長門の三男・江戸重道も蒲田入道を称している。江戸長門は、新田氏一族の一井貞政の姉が生母とされるが、人見原の合戦では足利尊氏に従って新田氏と戦った。江戸長門が鎌倉をめざして挙兵した新田義興の迎撃を命じられると、蒲田忠武も首謀者のひとりとして参加し、矢口渡で新田義興を謀殺したとされる。
蒲田氏は、応永27年（1420年）の江戸氏名字書立に「蒲田殿一跡（かまたとのいつせき）」と記され、江戸氏代々の相伝の土地を所領としていることからも、他の庶家とは別格扱いであり、江戸氏一門の中でかなり有カな家柄であったことを物語っている。蒲田流江戸氏とも称される。

### 室町時代
室町時代には本家の江戸氏とともに関東足利氏に仕えた。至徳元年（1384年）には、江戸長門が得た恩賞地の内の稲毛庄渋口郷が岩松直国へ与えられたが、江戸正長、蒲田忠武らが渋口郷の引き渡しを妨害した（「正木文書」）。そして、大慈恩寺領の大杜郷、永富郷を蒲田家の由緒ある土地であるとして押領し、足利満兼から狼藉をやめるよう命じられている。このことから蒲田氏が稲毛方面へも進出したことがわかる。
永享10年（1438年）、永享の乱中の早川尻の合戦において、忠武の子である蒲田道秀は足利持氏方の上杉憲直の家臣として激しく戦ったが、敵が余りにも大軍であったため防ぎかねて討死したとされる。本土寺過去帳において「蒲田殿大方」と呼ばれている妙貞尼は蒲田道秀の正室と推定され、「蒲田殿」は蒲田氏の当主や惣領の尊称と考えられる。
その後の享徳の乱において、蒲田道景や子の蒲田朗忠など一族の戦死が相次いで蒲田氏は衰退し、新たに勢力を拡大した戦国大名・後北条氏の影響下に入って家系と領地を保った。永禄2年（1559年）に後北条氏が作らせた小田原衆所領役帳には、稲毛庄木月郷を領する蒲田助五郎など、蒲田周辺に所領を有する多くの蒲田氏が記載されていることから、当時蒲田氏の一族がこの地域に分居していたことが分かる。

### 戦国時代以降
後北条氏の家臣となった蒲田致重は下総守、入道後は重蓮と号して慶長13年3月3日に没した。致重の孫、蒲田重武は北条氏直に仕え、足利義氏の命により左京亮に任じられたほか、神奈川の戦で功績を挙げ、北条氏直から感状並びに加恩を賜わったとされる。重武の正室は梶原景信の娘。また、後北条氏で御家門と同様に尊称されていた「六郷殿」は江戸蒲田氏の当主であるという説もある。
天正18年（1590年）に豊臣秀吉による小田原征伐で後北条氏が滅びると、重武は浪人を経て土井利勝に仕え、慶長19年（1614年）の大坂冬の陣に子の蒲田重吉とともに従軍して禄100石を賜る。子の重吉も50石を賜り納戸奉行を任じられたほか、翌年の大坂夏の陣において江戸邸を守り、帰陣の後戦功の者と等しく恩賞を賜ったとされる。しかし藩主土井氏の一時断絶による藩士削減で浪人し、陸奥相馬中村藩の藩士小島氏に養子入りして近世以降も家系を保った。相馬中村藩の衆臣家譜には「江戸四郎重継後裔江戸新五郎致重武州六郷蒲田に住す、故に氏を蒲田と称す」とあり、「致重（下総守）━定重（下総介）━重武（左京亮）━重吉」と続いたとされる。
菩提寺は大田区蒲田にある日蓮宗・妙典寺で、北蒲田村にあった「大屋舗」が江戸蒲田氏の居館跡とする説がある（大田区史）。　
　　　

### 江戸蒲田氏系譜
「太平記」の江戸氏および蒲田江戸氏（「大田区史」上巻より）
| 泰重            |                 |                 |                 |                 |                 |                           |                           |                           |                           |                           |                           |  |  |               |               |               |               |               |               |  |  |  |  |  |  |  |  |  |  |  |  |  |  |
|                 |                 |                 |                 |                 |                 |                           |                           |                           |                           |                           |                           |  |  |               |               |               |               |               |               |  |  |  |  |  |  |  |  |  |  |  |  |  |  |
|                 |                 |                 |                 |                 |                 |                           |                           |                           |                           |                           |                           |  |  |               |               |               |               |               |               |  |  |  |  |  |  |  |  |  |  |  |  |  |  |
| 長門 （遠江守） | 長門 （遠江守） | 長門 （遠江守） | 長門 （遠江守） | 長門 （遠江守） | 長門 （遠江守） |                           |                           |                           |                           |                           |                           |  |  | 長重          | 長重          | 長重          | 長重          | 長重          | 長重          |  |  |  |  |  |  |  |  |  |  |  |  |  |  |
| 長門 （遠江守） | 長門 （遠江守） | 長門 （遠江守） | 長門 （遠江守） | 長門 （遠江守） | 長門 （遠江守） |                           |                           |                           |                           |                           |                           |  |  | 長重          | 長重          | 長重          | 長重          | 長重          | 長重          |  |  |  |  |  |  |  |  |  |  |  |  |  |  |
|                 |                 |                 |                 |                 |                 |                           |                           |                           |                           |                           |                           |  |  |               |               |               |               |               |               |  |  |  |  |  |  |  |  |  |  |  |  |  |  |
| 高重            | 高重            | 高重            | 高重            | 高重            | 高重            | 正長 （蔵人入道希全）     | 正長 （蔵人入道希全）     | 正長 （蔵人入道希全）     | 正長 （蔵人入道希全）     | 正長 （蔵人入道希全）     | 正長 （蔵人入道希全）     |  |  | 重武 （重康） | 重武 （重康） | 重武 （重康） | 重武 （重康） | 重武 （重康） | 重武 （重康） |  |  |  |  |  |  |  |  |  |  |  |  |  |  |
| 高重            | 高重            | 高重            | 高重            | 高重            | 高重            | 正長 （蔵人入道希全）     | 正長 （蔵人入道希全）     | 正長 （蔵人入道希全）     | 正長 （蔵人入道希全）     | 正長 （蔵人入道希全）     | 正長 （蔵人入道希全）     |  |  | 重武 （重康） | 重武 （重康） | 重武 （重康） | 重武 （重康） | 重武 （重康） | 重武 （重康） |  |  |  |  |  |  |  |  |  |  |  |  |  |  |
| 康重            | 康重            | 康重            | 康重            | 康重            | 康重            | 蒲田忠武 （四郎入道道儀） | 蒲田忠武 （四郎入道道儀） | 蒲田忠武 （四郎入道道儀） | 蒲田忠武 （四郎入道道儀） | 蒲田忠武 （四郎入道道儀） | 蒲田忠武 （四郎入道道儀） |  |  |               |               |               |               |               |               |  |  |  |  |  |  |  |  |  |  |  |  |  |  |

## 石川蒲田氏
石川蒲田氏は、陸奥国を発祥とする武家。本姓は源氏。家系は鎮守府将軍・源満仲の次男・源頼親の流れを汲む陸奥石川氏の支流の一族で、源有光の長男・大寺光佑（従五位下遠江守）の八世孫にあたる蒲田兼光を祖とする。通字は「光」。

### 室町時代
坂地光広の子・兼光は陸奥国白河郡石川郷内の蒲田村（現・福島県古殿町鎌田）を領して蒲田冠者を称した。その後同地を本拠に陸奥石川氏の有力庶家として活躍した。
蒲田兼光は、建武2年（1335年）以来北朝の足利尊氏に従って奥州等を転戦した。奥州管領の吉良貞家からもしばしば所領を安堵されており、使節にも起用されているほか、奥州総大将の石塔義房に従い奉公衆としても活躍している。文和2年（1353年）の宇津峰城攻略では、兼光は柴塚（郡山市栃本）の陣を攻撃して打ち破り、長平城の戦いで子息の蒲田末光が傷を受けた。後に兼光は嫡子の蒲田義光に蒲田村を相続させ、末光にも一部を与えた。
応永2年（1395年）には蒲田民部少輔光広が陸奥の田村氏征伐に参加し、佐々河城を堅守した功で斯波氏から知行を安堵され、応永11年（1404年）には、稲村公方の足利満貞と篠川公方の足利満直とに忠誠を誓った傘連判状に蒲田長門守光重の名が見える。

### 没落
文安6年（1449年）、蒲田道印は結城直朝の攻撃を受けて敗北し、蒲田城は破却、所領と文書は没収されてその家臣となった。有力な一族であった蒲田氏が没落したことで、まもなく陸奥石川氏の惣領（宗家）も結城氏に降った。
福島県古殿町には石川蒲田氏の居城であった蒲田城跡があり石垣などが現存しているほか、麓には水堀と土塁がめぐらされた石川蒲田氏平時の際の居館跡が確認されている。

### 石川蒲田氏系図
実線は実子、点線は養子。
| 石川有光（源有光） |       |       |       |       |       |      |      |      |      |      |      |  |  |  |  |  |  |
|                    |       |       |       |       |       |      |      |      |      |      |      |  |  |  |  |  |  |
| 大寺光佑           |       |       |       |       |       |      |      |      |      |      |      |  |  |  |  |  |  |
|                    |       |       |       |       |       |      |      |      |      |      |      |  |  |  |  |  |  |
| 川尻光家           |       |       |       |       |       |      |      |      |      |      |      |  |  |  |  |  |  |
|                    |       |       |       |       |       |      |      |      |      |      |      |  |  |  |  |  |  |
| 光盛               |       |       |       |       |       |      |      |      |      |      |      |  |  |  |  |  |  |
|                    |       |       |       |       |       |      |      |      |      |      |      |  |  |  |  |  |  |
| 坂地光重           |       |       |       |       |       |      |      |      |      |      |      |  |  |  |  |  |  |
|                    |       |       |       |       |       |      |      |      |      |      |      |  |  |  |  |  |  |
| 光時               |       |       |       |       |       |      |      |      |      |      |      |  |  |  |  |  |  |
|                    |       |       |       |       |       |      |      |      |      |      |      |  |  |  |  |  |  |
| 光行               |       |       |       |       |       |      |      |      |      |      |      |  |  |  |  |  |  |
|                    |       |       |       |       |       |      |      |      |      |      |      |  |  |  |  |  |  |
| 光広               |       |       |       |       |       |      |      |      |      |      |      |  |  |  |  |  |  |
|                    |       |       |       |       |       |      |      |      |      |      |      |  |  |  |  |  |  |
| 蒲田兼光1          |       |       |       |       |       |      |      |      |      |      |      |  |  |  |  |  |  |
|                    |       |       |       |       |       |      |      |      |      |      |      |  |  |  |  |  |  |
|                    |       |       |       |       |       |      |      |      |      |      |      |  |  |  |  |  |  |
| 義光2              | 義光2 | 義光2 | 義光2 | 義光2 | 義光2 | 末光 | 末光 | 末光 | 末光 | 末光 | 末光 |  |  |  |  |  |  |